# Tamás Vásáry
Tamás Vásáry (ur. 11 sierpnia 1933 w Debreczynie) – węgierski pianista i dyrygent.
Studiował u Ernő Dohnányiego w Akademii Muzycznej im. Ferenca Liszta w Budapeszcie, gdzie został następnie asystentem Zoltána Kodálya – który podarował mu fortepian Steinwaya.
Vásáry zwyciężył w Konkursie im. Ferenca Liszta w Budapeszcie w 1947. Wyemigrował w 1956 i osiadł w Szwajcarii. Dokonał licznych nagrań dla wytwórni Deutsche Grammophon. Z Ivánem Fischerem dzielił stanowisko dyrektora artystycznego orkiestry Northern Sinfonia od 1979 do 1982 roku. W latach 1989–1997 jako następca Rogera Norringtona był dyrygentem orkiestry Bournemouth Sinfonietta.
Jest honorowym członkiem Królewskiej Akademii Muzycznej w Londynie oraz tamtejszej Royal College of Music.
Dopiero w 2009 roku przyjął pierwsze zaproszenie do jury w konkursie pianistycznym; od tego momentu był jurorem Konkursu Królowej Elżbiety w Brukseli (2008), Międzynarodowego Konkursu Pianistycznego w Leeds (2009) oraz Międzynarodowego Konkursu Bachowskiego w Lipsku (2010).

## Odznaczenia
- 2017 – Order Świętego Stefana (Węgry)[1]